# Nora Salinas
Nora Salinas (eredeti neve: Alicia Nora Ortiz Salinas) (Monterrey, Új-León, Mexikó, 1976. június 7. –) mexikói színésznő, modell.

## Élete és pályafutása
Monterreyben született, szerény körülmények között nőtt fel 5 testvérével (Rodolfo, José Luis, Natalia, Gisela, Karla) együtt az amerikai határon fekvő Reynosa városában. Karrierje 1993-ban kezdődött, amikor megnyerte a Miss Taumaulipas címet, majd bekerült a Miss Mexikó verseny döntőjébe is ugyanebben az évben. Színészi karrierje 1994-ben kezdődött egy epizódszereppel. 1996-ban kapta első komolyabb sorozatszerepét, és ebben az évben bezsebelte az El Rostro del Heraldo díjat is. 1997-ben megkapta eddigi talán legnagyobb szerepét az Esmeraldában, ahol Gracielát alakította, majd egy újabb áttörést jelentő szerepet kapott a Rosalinda című sorozatban. Hírbe hozták Fernando Colungával és Chantal Andere testvérével is, de ezek később csak pletykának bizonyultak. 2002-ben hozzáment Miguel Borbollához, és megszületett első gyermeke José Miguel is ugyanebben az évben. A pár végül 2004-ben elvált. 2010 augusztusában lánya született, akit a Scarlett névre keresztelt.

## Telenovellái
- La mexicana y el güero (2020) ... Helena
- Simon Says (2018)–jelenleg ... Diana
- Por amar sin ley (2019) ... Raquel
- Hijas de la luna (2018) ... Esmeralda
- El bienamado (2017)... Dulcina Samperio
- Amores con trampa (2015)... Estefany Del Real
- La Malquerida (2014)... Juliana Salmerón de Palacios
- La tempestad (A vihar) (2013)... Rebeca "Becky" (Magyar hang: Orosz Anna)
- Nueva vida (2013) ... Clara
- Un refugio para el amor (Menekülés a szerelembe) (2012)... Aurora Talancón de Linares
- Historias delirantes (2011)... Susana
- Como dice el dicho (2011)... "quien mucho amenaza..." Elena
- Tiempo final (2009)... Cristina Sarmiento
- Atrévete a soñar (2009)–(2010) ... Nora Salinas (önmaga)
- Fuego en la sangre (2008)... Sara "Sarita" Elizondo Acevedo
- Amor sin maquillaje (2007)... Adriana
- Destilando amor (Szerelempárlat) (2007)... Karen
- La fea más bella (Lety, a csúnya lány) (2006)... Carolina Ángeles Carvajal
- Sueños y caramelos (2005)... Lupita
- Amy, la niña de la mochila azul (2004)... Emilia Álvarez de la Vega
- Navidad sin fin (2001)... Alejandra
- María Belén (2001)... Ana del Río
- Carita de ángel (2000)–(2001) ... Estefanía Gamboa Larios "Tía Pelucas"
- DKDA Sueños de juventud (2000) ... Leticia del Rosal
- Rosalinda  (1999) ... Fedra Pérez Romero (Magyar hang: Fazekas Andrea)
- Mujer, casos de la vida real (1999)–(2006)
- Esmeralda (1997) ... Graciela "Gracielita" Peñarreal Linares vda. de Valverde (Magyar hang: Orosz Anna)
- Confidente de secundaria (1996)... Bianca
- Agujetas de color de rosa (1994)... Jessica